# Albert Pike
Albert Pike (29 de dezembro de 1809, Boston — 2 de Abril de 1891, Washington) foi um advogado, militar, maçom e escritor dos Estados Unidos.

## Vida
Pike nasceu em Boston, Massachusetts, filho de Ben e Sarah (Andrews) Pike e descendentes de John Pike, o fundador de Woodbridge (Nova Jérsei). Passou sua infância em Byfield e Newburyport, duas pequenas cidades de Massachusetts. Frequentou a escola em Newburyport e Framingham, até 15 de agosto de 1825, quando ele passou nos exames de admissão da Universidade de Harvard, porem ele escolheu não frequentar a faculdade, optando por um programa de auto educação e tornado-se, posteriormente, professor em Gloucester, North Bedford, Fairhaven e Newburyport.
Em 1831, Pike deixou Massachusetts e viajou para o oeste, primeiro parando em St. Louis e depois passando por Independence, em Missouri. Lá, juntou-se a uma expedição que para Taos, Novo México, para caçar e tratar de comércios. Durante a excursão Pike perdeu o controle do seu cavalo, que soltou-se das rédeas e fugiu, forçando Pike a caminhar os restantes do caminho. Isso o obrigou a caminhar em média 800 quilômetros até Taos. Depois disso, ele participou de uma expedição prendendo para o Llano Estacado, Novo México e depois Texas. Parando o mínimo pelo caminho, viajou cerca de 2000 quilômetros (970 pé), ele finalmente chegou a Fort Smith, seu destino.

### Armas
Quando a Guerra méxico-americana começou, Pike juntou-se ao Regimento de Infantaria Montada de Arkansas, alistando-se como Capitão de Companhia em junho de 1846. Com o seu regimento, lutou na Batalha de Buena Vista. Apenas um ano depois, em junho de 1847, foi dispensado de serviço, após divergências de opinião com o seu comandante, Coronel John Selden Roane. A situação escalou até um duelo inconclusivo a 29 de julho de 1847, perto de Forte Smith. Após ambos falharem o primeiro tiro, os segundos projécteis atingiram ambos de raspão, e findou-se o duelo, concordando ambos termos a serem publicados em jornal.

#### Maçonaria
Ele entrou para a Independent Order of Odd Fellows em 1840, e logo em seguida juntou-se a uma Loja Maçônica e tornou-se extremamente ativo nos assuntos da organização. Dez anos depois, já sendo um maçom do Real Arco e Cavaleiro Templário no Rito de York, foi convencido por Albert Mackey a ingressar no Rito Escocês indo do 4º ao 32º grau. Em 1855 começou a organizar o Rito Escocês e terminou o trabalho em apenas dois anos, em 1857. O trabalho foi visto como perigosamente rápido e pediu-se que ele levasse mais tempo, revendo o ritual. Mas o empenho garantiu que ele fosse investido do grau 33 em 1858 e um ano depois foi eleito Soberano Grande Comendador da jurisdição do sul do Rito Escocês em 1859. A revisão do rito foi interrompida pela Guerra Civil Americana, além disso o Supremo Conselho, que tinha sede em Charleston, mudou sua sede para Washington, DC em 1870. Em 1871 publica seus estudos sobre todos os graus do Rito Escocês no livro intitulado Moral e Dogma do Rito Escocês Antigo e Aceito da Maçonaria, ou simplesmente Moral e Dogma, tendo tido varias revisões e republicações até a edição oficial definitiva, em 1884. A implantação pratica dos estudos foi executada de imediato servindo até para outros Supremos Conselhos.
Pike ainda é considerado, nos Estados Unidos, como um eminente e influente francomaçom, principalmente na jurisdição do sul, do Rito Escocês. No Brasil ele exerce sua influencia de modo mais implícito, pela sua participação na construção do Rito Escocês, o rito mais difundido na maçonaria brasileira.

## Obras
Pike escreveu uma vasta bibliografia. São mais de trinta livros sobre maçonaria, esoterismo, filosofia, assuntos militares e poesia.

### Do Autor
- Morals and Dogma of the Ancient and Accepted Scottish Rite of Freemasonry

- Beyond the Law : The Religious and Ethical Meaning of the Lawyer's Vocation - Albert Pike

- Book of the Words - Albert Pike

- 1909 - Digest Index of Morals & Dogma

- Esoteric Work of the 1 Degree - 3 Degree, According to the Ancient and Accepted Scottish Rite

- 1858 - Evil Consequences of Schisms and Disputes for Power in Masonry and of Jealousies and Dissensions Between Masonic Rites

- Ex Corde Locutiones: Words from the Heart Spoken of His Dead Brethren

- 1900 - General Albert Pike's Poems

- 1883 - Historical Inquiry in Regard to the Grand Constitutions of 1786

- Hymns to the Gods and Other Poems

- Indo-Aryan Deities and Worship As Contained in the Rig-Veda

- Irano-Aryan Faith and Doctrine As Contained in the Zend-Avesta

- Lectures of the Arya

- Lectures on Masonic Symbolism and a Second Lecture on Symbolism or the Omkara and Other Ineffable Words

- Legenda and Readings of the Ancient and Accepted Scottish Rite of Freemasonry

- Liturgies of the Ancient and Accepted Scottish Rite of Freemasonry 4 Degree - 30 Degree

- Liturgy of the Blue Degrees

- 1899 Lyrics and Love Songs

- Magnum Opus or the Great Work: The Complete Ritual Work of Scottish Rite Freemasonry

- Masonic Baptism: Reception of a Louveteau and Adoption

- Masonry of Adoption: Masonic Rituals for Women Complete With the Verbatim Degree Lectures and the "Secret Work"

- Meaning of Masonry

- 1835 - Narrative of a Journey in the Prairie

- Old Cashier of the 33d Degree

- The Point Within the Circle: Freemasonry Veiled in Allegory and Illustrated by Symbols

- The Porch and the Middle Chamber: Book of the Lodge

- 1834 - Prose Sketches & Poems Written in the Western Country

- Pythagoras and Hermes

- Rituals of Old Degrees

- 1919 - What Masonry Is & Its Objects; Ancient Ideals in Modern Masonry

### Sobre Pike
- Allsopp, Fred (1997). Albert Pike a Biography. City: Kessinger Publishing. ISBN 1564591344.
- Brown, Walter (1997). A Life of Albert Pike. Fayetteville: University of Arkansas Press. ISBN 1557284695.
- Cousin, John (2003). Short Biographical Dictionary of English Literature. City: Kessinger Publishing, LLC. ISBN 0766143481.